# Abu-Màixar al-Balkhí
Abu-Màixar Jàfar ibn Muhàmmad ibn Úmar al-Balkhí (àrab: أبو معشر جعفر بن محمد بن عمر البلخي, Abū Maʿxar Jaʿfar b. Muḥammad b. ʿUmar al-Balẖī), més conegut simplement com a Abu-Màixar al-Balkhí o, a Occident, com a Albumasar (Balkh, 10 d'agost del 787 - al-Wasit, 9 de març del 886), fou un filòsof, matemàtic i astròleg/astrònom persa de Bagdad, deixeble d'al-Kindí. Moltes de les seves obres van ser traduïdes al llatí i van ser molt conegudes dels erudits europeus. També va escriure sobre la història de l'antiga Pèrsia.
Entre les seves obres destaquen:
- Al-màdkhal al-kabir (introducció a l'astrologia)[1]
- Kitab ahkam tahawil sini al-mawàlid (revolucions planetàries)
- Zij (taules astronòmiques)
- Kitab mawàlid ar-rijal wa-n-nissà
- Kitab al-uluf fi-buyut al-ibadat